# Леэль (станция метро)
«Леэль» (нем. Lehel) — станция Мюнхенского метрополитена, расположенная на линиях  и  между станциями «Одеонсплац» и «Макс-Вебер-Плац». Станция находится в районе Альтштадт-Леэль (нем. Altstadt-Lehel).

## История
Открыта 27 октября 1988 года в составе участка «Одеонсплац» — «Инсбрукер Ринг». Станция названа именем района, в котором она находится.

## Архитектура и оформление
Станция глубокого заложения. Платформы расположены в отдельных туннелях и смещены относительно друг к другу, у выходов располагаются два коротких аванзала для перехода между путями. Стены и потолок облицованы белыми алюминиевыми листами, обрамлённые лентами серебристого цвета. Путевые стены, из-за близости нескольких музеев, украшены пластиковыми фигурами. Освещение состоит из одного ряда ламп. Примерно на высоте человеческого роста по всей путевой стене проходит жёлтая полоса. В восточном торце платформы расположен лифт.

## Таблица времени прохождения первого и последнего поезда через станцию
|                                     | Воскресенье — Четверг (ч:мм) | Пятница — Суббота (ч:мм) |
|                                     | первый                       |                          |
| последний                           |                              |                          |
| В сторону станции «Одеонсплац»      | 4:25                         | 4:25                     |
| В сторону станции «Одеонсплац»      | 1:08                         | 2:08                     |
| В сторону станции «Макс-Вебер-Плац» | 4:39                         | 4:39                     |
| В сторону станции «Макс-Вебер-Плац» | 1:23                         | 2:23                     |

## Пересадки
Проходит трамвай линии 18.
| Предыдущая станция | Расстояние | Линия | Расстояние | Следующая станция |
| ------------------ | ---------- | ----- | ---------- | ----------------- |
| Одеонсплац         | 933 м      |       | 928 м      | Макс-Вебер-Плац   |
| Одеонсплац         | 933 м      |       | 928 м      | Макс-Вебер-Плац   |